# Morphocorixa compacta
Morphocorixa compacta är en insektsart som först beskrevs av Hungerford 1925.  Morphocorixa compacta ingår i släktet Morphocorixa och familjen buksimmare. Inga underarter finns listade i Catalogue of Life.